# Cantonul Sauveterre-de-Guyenne
Cantonul Sauveterre-de-Guyenne este un canton din arondismentul Langon, departamentul Gironde, regiunea Aquitania, Franța.

## Comune
- Blasimon
- Castelviel
- Cleyrac
- Coirac
- Daubèze
- Gornac
- Mauriac
- Mérignas
- Mourens
- Ruch
- Saint-Brice
- Saint-Félix-de-Foncaude
- Saint-Hilaire-du-Bois
- Saint-Martin-de-Lerm
- Saint-Martin-du-Puy
- Saint-Sulpice-de-Pommiers
- Sauveterre-de-Guyenne (reședință)